# Folke Francke
Bengt Justus Folke Francke, född 18 oktober 1902 i Visby församling i Gotlands län, död 16 november 1995 i Malmö Sankt Petri församling, var en svensk officer.
Efter studentexamen i Stockholm 1920 gav sig Francke in på den militära banan. Han blev fänrik vid Södra skånska infanteriregementet (då I 25) 1923, kapten vid samma regemente (som då ändrat beteckning till I 7) 1938, major där 1942 och överstelöjtnant där 1947. Han övergick till Hallands regemente (I 16) 1948 och var slutligen överste och befälhavare vid Kristianstads försvarsområde 1954–1966.
Francke genomgick Krigshögskolan 1931–1933 och Försvarshögskolan 1957, var kadettofficer vid Krigsskolans officerskurs 1934–1938 och förste adjutant vid första arméfördelningens stab 1938–1941.
Francke blev riddare av Svärdsorden (RSO) 1943, kommendör av samma orden (KSO) 1963 samt kommendör av första klassen (KSO1kl) 1966.
Francke hade flera andra utmärkelser, Centralförbundet för befälsutbildnings guldmedalj (CFBGM), Hemvärdets förtjänstmedalj i guld (HvGM), Kristianstads läns befäls(utbildnings)förbunds guldmedalj (bfbGM), Riksförbundet Sveriges Lottakårers guldmedalj (SLKGM) och Sveriges Civilförsvarsförbunds förtjänsttecken (SCFftjt).
Folke Francke var son till kaptenen Bengt Francke och Anna Scholander. Han gifte sig 1928 med Hjördis Zaff (1906–1977), dotter till kyrkoherde Nils Zaff och Elin Dawidsson. De fick barnen Ulf (född 1929), gift 1958 med artisten Britt-Inger Dreilick, Jan (1934–1951) och Bo (född 1938). Han är jämte hustru och son begravd i föräldrarnas familjegrav på Lunds norra kyrkogård.